# Carbono del suelo

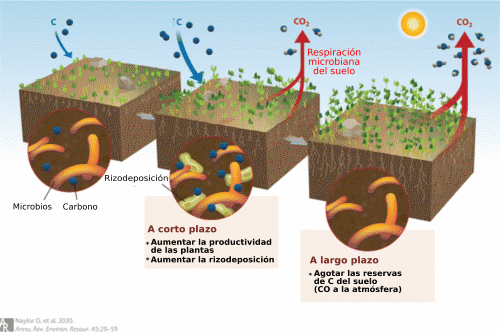

El carbono del suelo es el carbono sólido almacenado en los suelos globales. Esto incluye tanto la materia orgánica del suelo como el carbono inorgánico como minerales de carbonato. El carbono del suelo es un sumidero de carbono con respecto al ciclo global del carbono, desempeñando un papel en la biogeoquímica, la mitigación del cambio climático y la construcción de modelos climáticos globales.

## Generalidades
El carbono del suelo está presente en dos formas: inorgánico y orgánico. El carbono inorgánico del suelo consiste en formas minerales de carbono, ya sea por la meteorización del material parental o por la reacción de los minerales del suelo con el CO2 atmosférico. Los minerales de carbonato son la forma dominante de carbono del suelo en climas desérticos. El carbono orgánico del suelo está presente como materia orgánica del suelo. Incluye carbono relativamente disponible como restos vegetales frescos y carbono relativamente inerte en materiales derivados de restos vegetales: humus y carbón vegetal.

## Ciclo global del carbono
Aunque las cantidades exactas son difíciles de medir, las actividades humanas han causado pérdidas sustanciales de carbono orgánico del suelo. De las 2.700 Gt de carbono almacenadas en los suelos de todo el mundo, 1.550 GtC es orgánico y 950 GtC es carbono inorgánico, que es aproximadamente tres veces mayor que el carbono atmosférico actual y 240 veces mayor en comparación con la emisión anual actual de combustibles fósiles. El equilibrio de carbono del suelo se mantiene en turba y humedales (150 GtC) y en la hojarasca de las plantas en la superficie del suelo (50 GtC). Esto se compara con 780 GtC en la atmósfera y 600 GtC en todos los organismos vivos. La piscina oceánica representa 38.200 GtC.
Aproximadamente 60 GtC/año se acumulan en el suelo. Este 60 GtC/año es el balance de 120 GtC/año contraído de la atmósfera por la fotosíntesis de las plantas terrestres reducidas en 60 GtC/año de respiración de la planta. Un equivalente de 60 GtC/año se respira del suelo, uniéndose a la respiración de la planta de 60G tC/año para regresar a la atmósfera.

## Carbón orgánico

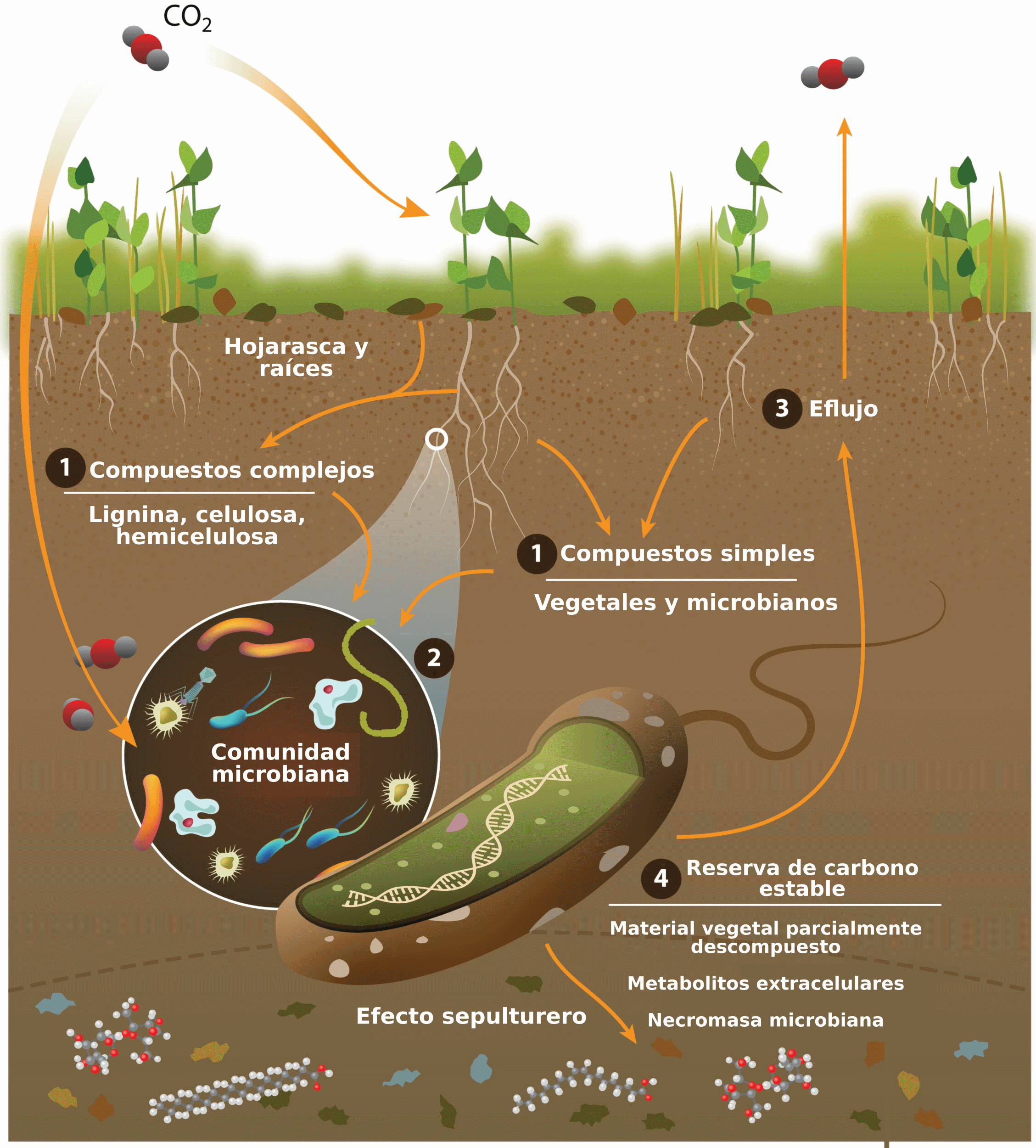
El dióxido de carbono en la atmósfera es fijado por plantas (o microorganismos autótrofos) y agregado al suelo a través de procesos tales como (1) exudación de raíces de compuestos de carbono simples de bajo peso molecular, o deposición de hojarasca y hojarasca que conduce a la acumulación de polisacáridos complejos de plantas. (2) A través de estos procesos, el carbono se vuelve biodisponible para la "fábrica" metabólica microbiana y, posteriormente, (3) se respira a la atmósfera o (4) entra en la reserva de carbono estable como necromasa microbiana. El equilibrio exacto de la salida de carbono frente a la persistencia es una función de varios factores, incluida la composición de la comunidad vegetal aérea y los perfiles de exudado de las raíces, las variables ambientales y los fenotipos microbianos colectivos (es decir, el metafenoma).

El carbono orgánico del suelo se divide entre la biota viva del suelo y el material biótico muerto derivado de la biomasa. Juntos, estos comprenden la red trófica del suelo, con el componente vivo sostenido por el componente de material biótico. La biota del suelo incluye lombrices de tierra, nematodos, protozoos, hongos, bacterias y diferentes artrópodos.
Los detritos resultantes de la senescencia de las plantas son la principal fuente de carbono orgánico del suelo. Los materiales vegetales, con paredes celulares con alto contenido de celulosa y lignina, se descomponen y el carbono no respirado se retiene en forma de humus. La celulosa y los almidones se degradan fácilmente, lo que resulta en tiempos de residencia cortos. Las formas más persistentes de C orgánico incluyen lignina, humus, materia orgánica encapsulada en agregados del suelo y carbón vegetal. Estos resisten la alteración y tienen tiempos de residencia prolongados.
El carbono orgánico del suelo tiende a concentrarse en la capa superficial del suelo. La capa superficial del suelo varía de 0,5% a 3,0% de carbono orgánico para la mayoría de los suelos de tierras altas. Los suelos con menos del 0,5% de C orgánico se limitan principalmente a las zonas desérticas. Los suelos que contienen más de 12 a 18% de carbono orgánico se clasifican generalmente como suelos orgánicos. Se desarrollan altos niveles de C orgánico en suelos que apoyan la ecología de los humedales, la deposición de inundaciones, la ecología del fuego y la actividad humana.
Las formas de carbono derivadas del fuego están presentes en la mayoría de los suelos como carbón vegetal no degradado y carbono negro degradado. El carbono orgánico del suelo se deriva típicamente del 5 - 50% del carbón, con niveles superiores al 50% que se encuentran en los suelos mollisol, chernozem y terra preta.
Los exudados de las raíces son otra fuente de carbono del suelo. 5 - 20% del carbono total de la planta fijado durante la fotosíntesis se suministra como exudados de raíces en apoyo de la biota mutualista rizosférica. Las poblaciones microbianas son típicamente más altas en la rizosfera que en el suelo adyacente.

### Salud del suelo
El carbono orgánico es vital para la capacidad del suelo de proporcionar servicios ecosistémicos edáficos. La condición de esta capacidad se denomina salud del suelo, un término que comunica el valor de entender el suelo como un sistema vivo en oposición a un componente abiótico. Los puntos de referencia específicos relacionados con el carbono que se utilizan para evaluar la salud del suelo incluyen la liberación de CO2, los niveles de humus y la actividad metabólica microbiana.

### Pérdidas
El intercambio de carbono entre los suelos y la atmósfera es una parte importante del ciclo mundial del carbono. El carbono, en lo que respecta a la materia orgánica de los suelos, es un componente importante de la salud del suelo y de las cuencas hidrográficas. Varios factores afectan la variación que existe en la materia orgánica del suelo y el carbono del suelo; el más significativo ha sido, en la época contemporánea, la influencia de los seres humanos y los sistemas agrícolas.
Aunque las cantidades exactas son difíciles de medir, las actividades humanas han causado pérdidas masivas de carbono orgánico del suelo. Primero fue el uso del fuego, que elimina la cubierta del suelo y conduce a pérdidas inmediatas y continuas de carbono orgánico del suelo. Tanto la labranza como el drenaje exponen la materia orgánica del suelo al oxígeno y la oxidación. En los Países Bajos, East Anglia, Florida y el delta de California, el hundimiento de las turberas por oxidación ha sido severo como resultado de la labranza y el drenaje. El manejo del pastoreo que expone el suelo (a través de períodos de recuperación excesivos o insuficientes) también puede causar pérdidas de carbono orgánico del suelo.

### Manejo del carbono del suelo
Las variaciones naturales en el carbono del suelo ocurren como resultado del clima, los organismos, el material parental, el tiempo y el relieve. La mayor influencia contemporánea ha sido la de los humanos; por ejemplo, el carbono en los suelos agrícolas australianos puede haber sido históricamente el doble del rango actual que suele ser del 1,6 al 4,6 por ciento.
Durante mucho tiempo se ha alentado a los agricultores a ajustar las prácticas para mantener o aumentar el componente orgánico en el suelo. Por un lado, se desaconsejan las prácticas que aceleran la oxidación del carbono (como la quema de rastrojos o el cultivo excesivo); por otro lado, se ha fomentado la incorporación de material orgánico (como en el abono). Aumentar el carbono del suelo no es un asunto sencillo; se vuelve complejo por la actividad relativa de la biota del suelo, que puede consumir y liberar carbono y se vuelve más activo mediante la adición de fertilizantes nitrogenados.

#### Datos disponibles sobre carbono orgánico del suelo

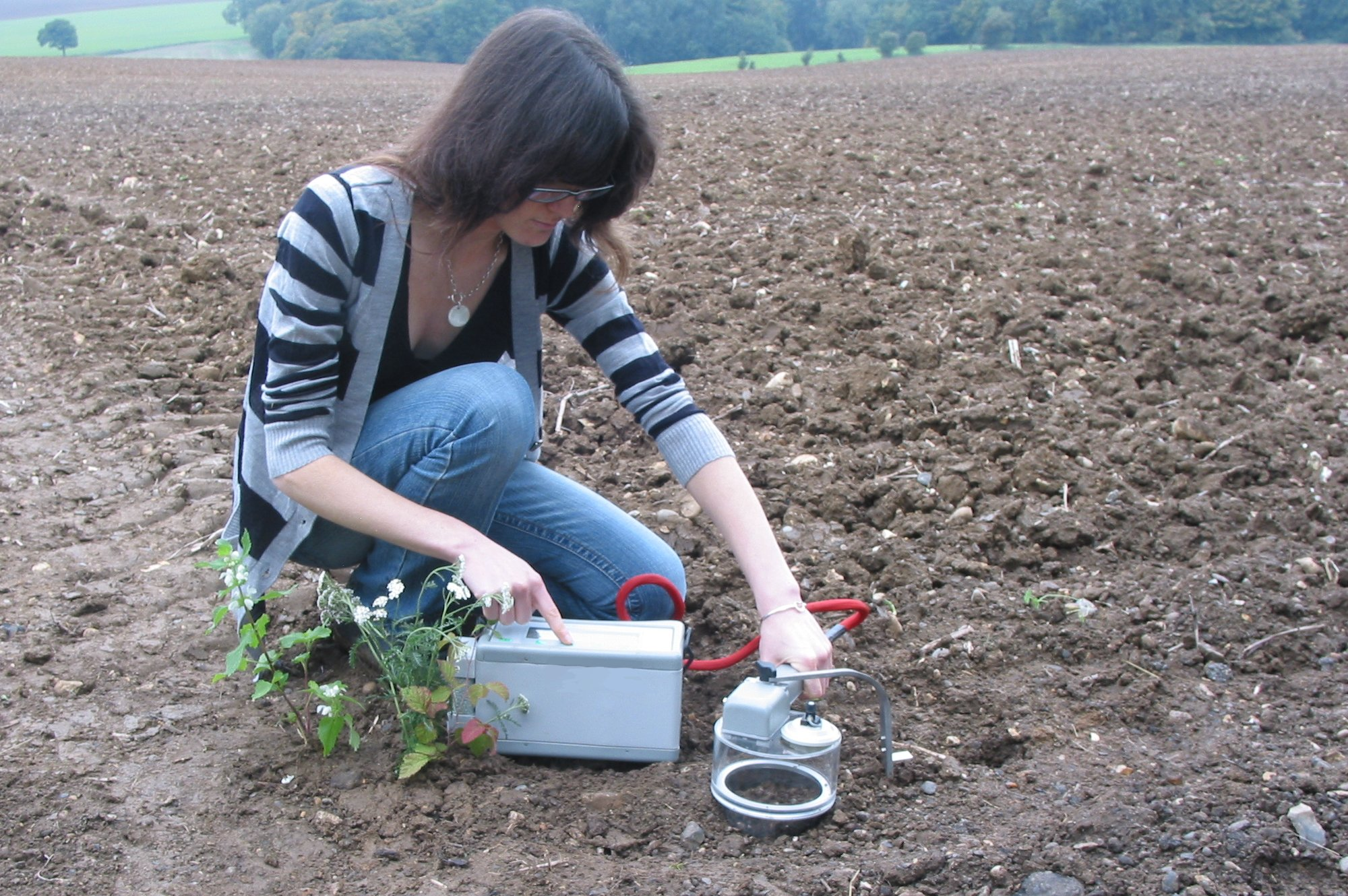
Un sistema portátil de respiración del suelo que mide el flujo de CO_{2} del suelo

##### Europa
Los datos más homogéneos y completos sobre el contenido de carbono/materia orgánica de los suelos europeos siguen siendo los que pueden extraerse y/o derivarse de la Base de datos europea de suelos en combinación con bases de datos asociadas sobre cobertura terrestre, clima y topografía. Los datos modelados se refieren al contenido de carbono (%) en el horizonte superficial de los suelos en Europa. En un inventario de conjuntos de datos nacionales disponibles, siete Estados miembros de la Unión Europea tienen conjuntos de datos disponibles sobre carbono orgánico. En el artículo "Estimación del carbono orgánico del suelo en Europa a partir de datos recopilados a través de una red europea", se realiza una comparación de datos nacionales con datos modelados. Los datos de carbono orgánico del suelo de LUCAS son puntos medidos y los resultados agregados a nivel regional muestran hallazgos importantes. Por último, un nuevo modelo propuesto para la estimación del carbono orgánico del suelo en suelos agrícolas ha estimado el stock superior actual de COS de 17,63 Gt en suelos agrícolas de la UE. Este marco de modelado se ha actualizado integrando el componente de erosión del suelo para estimar los flujos laterales de carbono.

#### Gestión para la salud de la cuenca
Gran parte de la literatura contemporánea sobre el carbono del suelo se relaciona con su función, o potencial, como sumidero de carbono atmosférico para contrarrestar el cambio climático. A pesar de este énfasis, se mejora una gama mucho más amplia de aspectos de la salud del suelo y las cuencas hidrográficas a medida que aumenta el carbono del suelo. Estos beneficios son difíciles de cuantificar debido a la complejidad de los sistemas de recursos naturales y la interpretación de lo que constituye la salud del suelo; no obstante, se proponen varios beneficios en los siguientes puntos:
- Reducción de la erosión, sedimentación: una mayor estabilidad de los agregados del suelo significa una mayor resistencia a la erosión; el movimiento masivo es menos probable cuando los suelos pueden retener la resistencia estructural bajo niveles de humedad más altos.
- Mayor productividad: suelos más sanos y productivos pueden contribuir a circunstancias socioeconómicas positivas.
- Vías fluviales más limpias, nutrientes y turbidez: los nutrientes y los sedimentos tienden a ser retenidos por el suelo en lugar de lixiviarse o lavarse, por lo que se mantienen alejados de las vías fluviales.
- Equilibrio hídrico: una mayor capacidad de retención de agua del suelo reduce el flujo terrestre y la recarga de agua subterránea; el agua ahorrada y retenida por el suelo permanece disponible para ser utilizada por las plantas.
- Cambio climático: los suelos tienen la capacidad de retener carbono que de otro modo podría existir como CO2 atmosférico y contribuir al calentamiento global.
- Mayor biodiversidad: la materia orgánica del suelo contribuye a la salud de la flora del suelo y, en consecuencia, a los vínculos naturales con la biodiversidad en la mayor biosfera.

### Suelos forestales
Los suelos forestales constituyen una gran reserva de carbono. Las actividades antropogénicas como la deforestación provocan liberaciones de carbono de esta reserva, lo que puede aumentar significativamente la concentración de gases de efecto invernadero (GEI) en la atmósfera. Según la Convención Marco de las Naciones Unidas sobre el Cambio Climático (CMNUCC), los países deben estimar e informar las emisiones y absorciones de GEI, incluidos los cambios en las reservas de carbono en los cinco depósitos (biomasa aérea y subterránea, madera muerta, basura y carbono del suelo) y las emisiones y absorciones asociadas del uso de la tierra, el cambio de uso de la tierra y las actividades forestales, de acuerdo con la guía de buenas prácticas del Panel Intergubernamental sobre Cambio Climático. La deforestación tropical representa casi el 25 por ciento del total de emisiones antropogénicas de GEI en todo el mundo. La deforestación, la degradación forestal y los cambios en las prácticas de gestión de la tierra pueden provocar emisiones de carbono del suelo a la atmósfera. Por estas razones, se necesitan estimaciones confiables de las existencias de carbono orgánico del suelo y los cambios en las existencias para reducir las emisiones de la deforestación y la degradación forestal y la presentación de informes de GEI en el marco de la CMNUCC.
El gobierno de Tanzania, junto con la Organización de las Naciones Unidas para la Agricultura y la Alimentación y el apoyo financiero del gobierno de Finlandia, han implementado un programa de monitoreo de carbono del suelo forestal para estimar las existencias de carbono del suelo, utilizando encuestas y métodos basados en modelos.